# Mount Marston
Mount Marston är ett berg i Antarktis. Det ligger i Östantarktis. Nya Zeeland gör anspråk på området. Toppen på Mount Marston är 1 217 meter över havet, eller 260 meter över den omgivande terrängen. Bredden vid basen är 1,9 km.
Terrängen runt Mount Marston är huvudsakligen kuperad, men åt nordost är den bergig. Trakten är obefolkad. Det finns inga samhällen i närheten.